# Cinobaňa
Cinobaňa este o comună slovacă, aflată în districtul Poltár din regiunea Banská Bystrica. Localitatea se află la altitudinea de 432 m deasupra n.m., se întinde pe o suprafață de 39,23 km2 și în 2017 număra 2.254 de locuitori.

## Istoric
Localitatea Cinobaňa este atestată documentar din 1279.

## Demografie
| An:                | 1994 | 2004   | 2014   | 2024    |
| ------------------ | ---- | ------ | ------ | ------- |
| Număr de persoane: | 2407 | 2358   | 2303   | 1964    |
| Diferență:         |      | −2,03% | −2,33% | −14,71% |

| An:                | 2023 | 2024   |
| ------------------ | ---- | ------ |
| Număr de persoane: | 1995 | 1964   |
| Diferență:         |      | −1,55% |